# Muzajrib
Muzajrib (arab. مزيريب) – miasto w Syrii, w muhafazie Dara. W 2004 roku liczyło 12 640 mieszkańców.